# Темний всесвіт (роман)
«Темний всесвіт» (англ. Dark Universe) — постапокаліптичний науково-фантастичний роман американського письменника Деніела Ф. Ґелує, вперше опублікований 1961 року. На даний час випускається компанією Віктор Голланц Лтд як колекційне видання.
Книга була номінована на премію Г'юго 1962 року.

## Сюжет
Ті люди, які врятувалися, живуть глибоко під землею у світі суцільної темряви. Вони розподілилися на два клани: перший — ті, хто живе на Нижньому рівні, інший — ті, хто живе на Верхньому рівні. Їх легенди розповідають про Оригінальний світ, де людина жила поряд з Світлим Всемогутнім (поняття, про яке вони більше не можуть розуміти) й далеко від кінцевого зла, Радіації, з двома лейтенантами-слугами Диявола, Кобальтом та Стронцієм. Жителі нижнього рівня вшановують релікт старого світу — як вони його називають, Свята Лампа. «Отож милосердний був Всемогутнім (це був голос Захисника Шляху, який повернувся [до Джареда] зараз), що коли Він вигнав людини з раю, Він послав частину Себе, щоб бути з нами на деякий час. І він жив у багатьох маленьких посудинах, таких як ця Свята Лампа».
Джаред — син першого, хто вижив, лідера клану Нижнього рівня. Сам він повинен перетворитися на Того, хто вижив (тобто дорослого члена клану), але Джаред надто зайнятий своїм пошуком Світла. Він приходить до висновку: щоб знайти далеке Світло, він повинен спочатку визначити свою протилежність, Темряву, яка близька і «рясніє у світі людей»! Він продовжує роздумувати:
«Темрява повинна бути чимось реальним. Тільки ми не можемо це знайти».
...
«Там є підказка [однак]. Ми знаємо, що в Первісному світі — першому світі, який заселила людину після того, як вона залишила Рай, — ми були ближчі до Світла Всемогутнього. Іншими словами, це був гарний світ. Тепер давайте припустимо, що між гріхом і злом і цією темрявою є якийсь зв'язок. Це означає, що в Оригінальному світі має бути менше темряви, вірно?»
...
«Тоді все, що я повинен зробити, це знайти те, що в оригінальному світі менше [ніж тут]».
...
«Якщо Темрява пов'язана зі злом і якщо Світло є його протилежністю, то Світло повинно бути добрим. І якщо я знайду Темряву, тоді я знайду якусь ідею щодо природи Світла.»
Залишаючи безпечну зону від центрального ехолота, з лише парою натискань каменів, з якими можна слухати, Джаред робить себе видимим для Субатів (колись звичайні печерні кажани, яких «Кобальт або Стронцій взяв ... і за допомогою Радіації перетворив [їх] у ... Супер-істоту[-и]») та Зівверів (люди з очевидно незбагненною здатністю рухатися, незважаючи на слабкий слух у порівнянні з Тими, хто вижив, виявляється, що Зіввери рухаються в темряві за допомогою інфрачервоного зв'язку, тоді як Ті, що вижили використовують ехолокацію). Ті, що вижили вважають Субатів та Зівверів подібними або й навіть пов'язанами через їх схожі здібності. «Це була незрозуміла здатність, яку ніхто не міг пояснити, за винятком припущення, що [Субати та Зіввери] мали [в собі] Кобальт або Стронцій».
Прагнення Джареда до Світла переривається незрозумілими зникненнями та організацією шлюбу з Делою, дівчиною з Верхнього рівня, донькою їх вождя «Колеса». Стан справ погіршується, коли дивні монстри бродять по світу, а гарячі джерела починають висихати. Після його заручин, Джаред вирушає до світу Зівверів, сподіваючись, що він приведе його ближче до Світла, замість цього, вони знову опиняться в небезпеці, втікаючи від монстрів, але наближаються до Оригінального світу.